# Цветелина Узунова
Цветелина Кирилова Узунова е български журналист. Завършва журналистика в Софийския университет „Св. Климент Охридски“ през 1991 г. През 1995 г. специализира „Мениджмънт на телевизионни новини“ във Великобритания. Завършва курсове „Журналистика и политическа власт“ към ЕС през 1998 г. Владее английски и руски език. Прессекретар е на Симеон II.
Професионалната си кариера започва като репортер и редактор в „12+3“, „Нощен Хоризонт“ и Предавания за чужбина в БНР. Работила е като водеща на предаването „Добро утро“, на информационните емисии „По света и у нас“ в Канал 1 и Ефир 2 в БНТ, главен редактор на вечерните новини на Канал 1 и на предаването „Екип 4“. Автор е на документалните филми „Лас Вегас“, „Отвъд Гранд каньон“, „Страната на орлите“ и „Пътят за Драма“. Работила е и като водеща в радио Експрес и Дарик радио.
През април 2001 е поканена за говорител и прессекретар на НДСВ, а през юли същата година заема поста директор на Правителствената информационна служба до 2005 г. Председател е на АМЕА – Асоциация на медийните експерти в администрацията. Член е на Съюза на българските журналисти и на Международната организация на журналистите.
През 2004 година излиза информация, че повече от 70 държавни служители, в това число Цветелина Узунова, са закупили ведомствени жилища от Министерския съвет. Освен нарушението в процедурата, Цветелина Узунова не е платила жилището по пазарни стойности, а на далеч по-занижена цена. Посочените от т.нар.комисия Тачева доплащат жилищата.
От 2006 г. Цветелина Узунова управлява своя компания за публична и медийна комуникация „VIPART“, която работи предимно в сферата на корпоративния PR. Съветва водещи компании в сферата на бизнес-развитието, фармацията, медицината, строителството и др. Фирмата става известна с инициативата „София – една дълга история“, придружена с уникално DVD за столицата, за която клиентът ѝ, финансирал обществения проект, получава поздравление лично от първата дама на САЩ Лора Буш.
През 2010 г. Узунова споделя пред сайта bulgaria-news, че няма да се върне към кариерата на телевизионен водещ, а ще отдаде повече от времето си на Сдружението за модерна политика, на което е председател. През същата година издава и успешно популяризира книгата „Urban Jungle“ на известната блогърка Milla MicOff , която печели популярност сред младите хора в България и е първото българско издание със свой собствен сайт номиниран в топ 3 на най-добрите за годината.
Най-новият проект на Цветелина Узунова е „365 страници“ за организиране на поредица културни четвъртъци в столичния Клуб 365 с участието на поети, писатели, интелектуалци, учени, общественици. Представени са и млади писатели като Валентина Маринова – автор на романа „Мария и децата на Ламски" – една от първите български електронни книги станала известна сред тийнейджърите в България. 